# Palazzo di Riserva
Il Palazzo di Riserva è un edificio storico situato a Parma. Occupa un ampio isolato compreso tra strada Garibaldi, strada Pisacane, strada Cavour e strada Melloni. Una parte dell'ala del palazzo lungo strada Garibaldi ospita il Museo Glauco Lombardi.

## Storia
L'area in cui sorge il palazzo era occupata fin dall'antichità da vari edifici di epoche diverse. A partire dal 1673 il duca Ranuccio II Farnese acquistò progressivamente diverse case dell'isolato, spinto dalla necessità di trovare nuovi spazi per le residenze ducali, situate fino a quel momento nel Palazzo Ducale (oggi non più esistente) e nel Palazzo della Pilotta.
Nel 1687 il duca commissionò la costruzione, all'interno dell'isolato, di un nuovo Teatro Ducale in sostituzione del Teatro Farnese, divenuto inadeguato, per la sua particolare struttura e l'onerosità di gestione, all'intensa attività pubblica promossa in quel periodo dallo stesso duca. Il progetto fu affidato a Stefano Lolli, che realizzò in pochi mesi un elegante luogo di spettacolo aperto al pubblico, costruito prevalentemente in legno. Comprendeva un grande palcoscenico, una platea, alcuni palchetti con loggione e il palco ducale posto sopra l'ingresso.
A fianco del teatro vennero ricavate la foresteria e alcuni appartamenti della corte ducale, collegati al palazzo ducale tramite un cavalcavia ad arcata, che attraversava l'attuale via Garibaldi. I Farnese non si preoccuparono tuttavia del decoro esteriore delle residenze ducali, concentrando la loro attenzione, secondo l'uso invalso all'epoca in varie capitali europee, nella creazione di sfarzose regge extraurbane nelle antiche dimore di Colorno e di Sala Baganza. Solo con l'arrivo a Parma nel 1748 di Filippo di Borbone e soprattutto dopo l'insediamento di Guillaume du Tillot come primo ministro, venne presa in considerazione la necessità di un nuovo assetto delle residenze ducali a Parma.

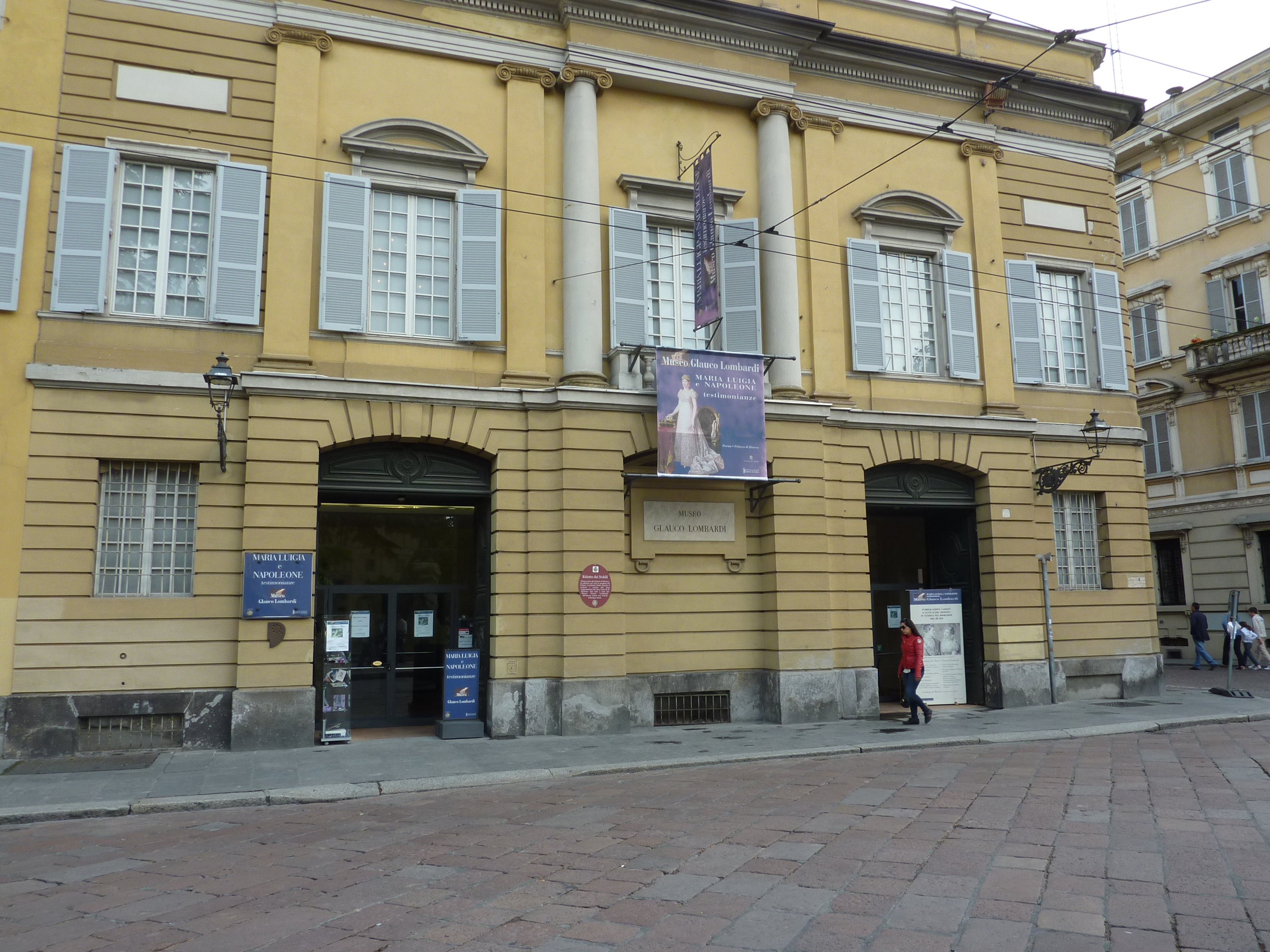
L'ingresso del Museo Lombardi.

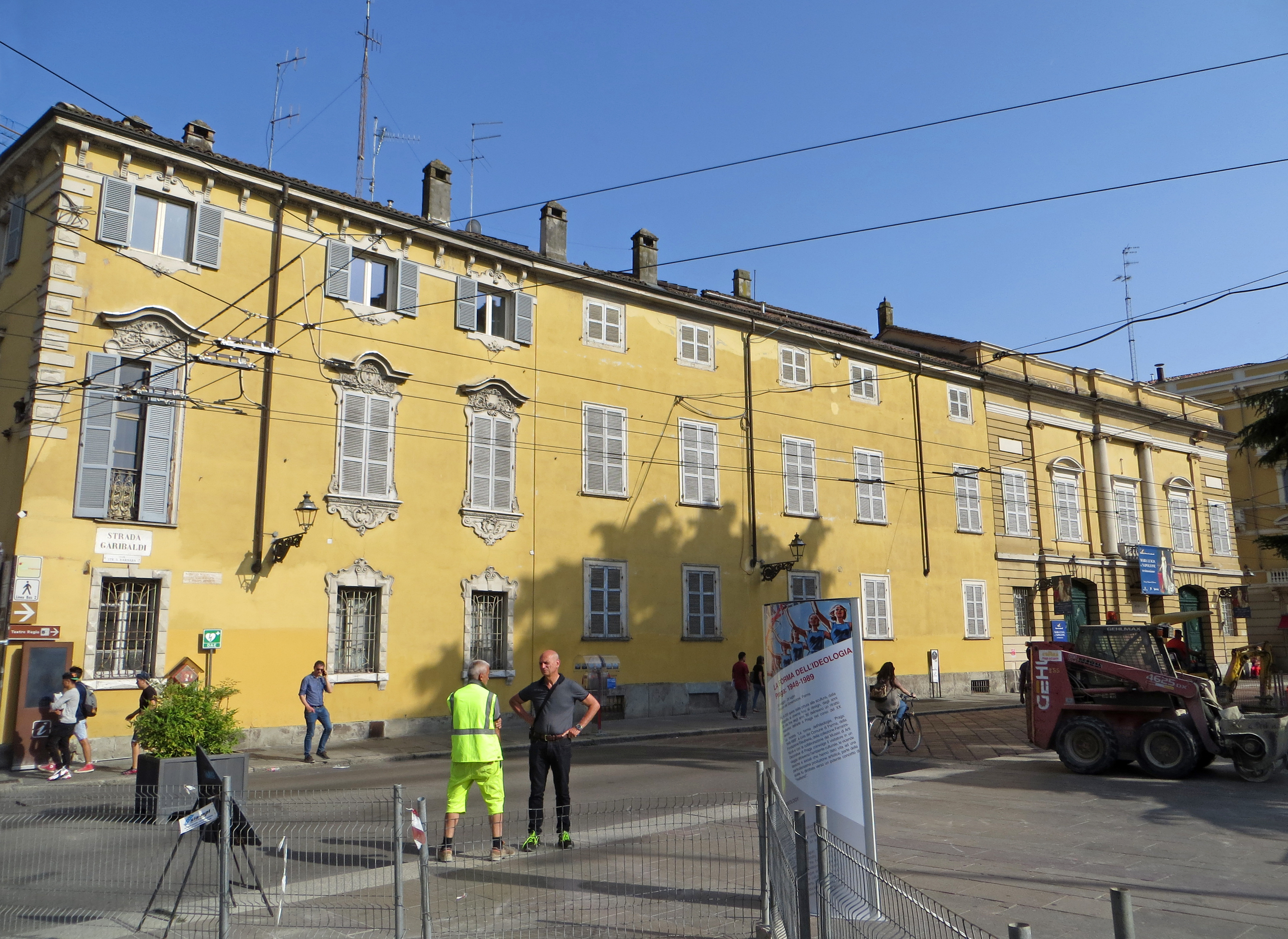
Il Palazzo di Riserva lungo strada Garibaldi.

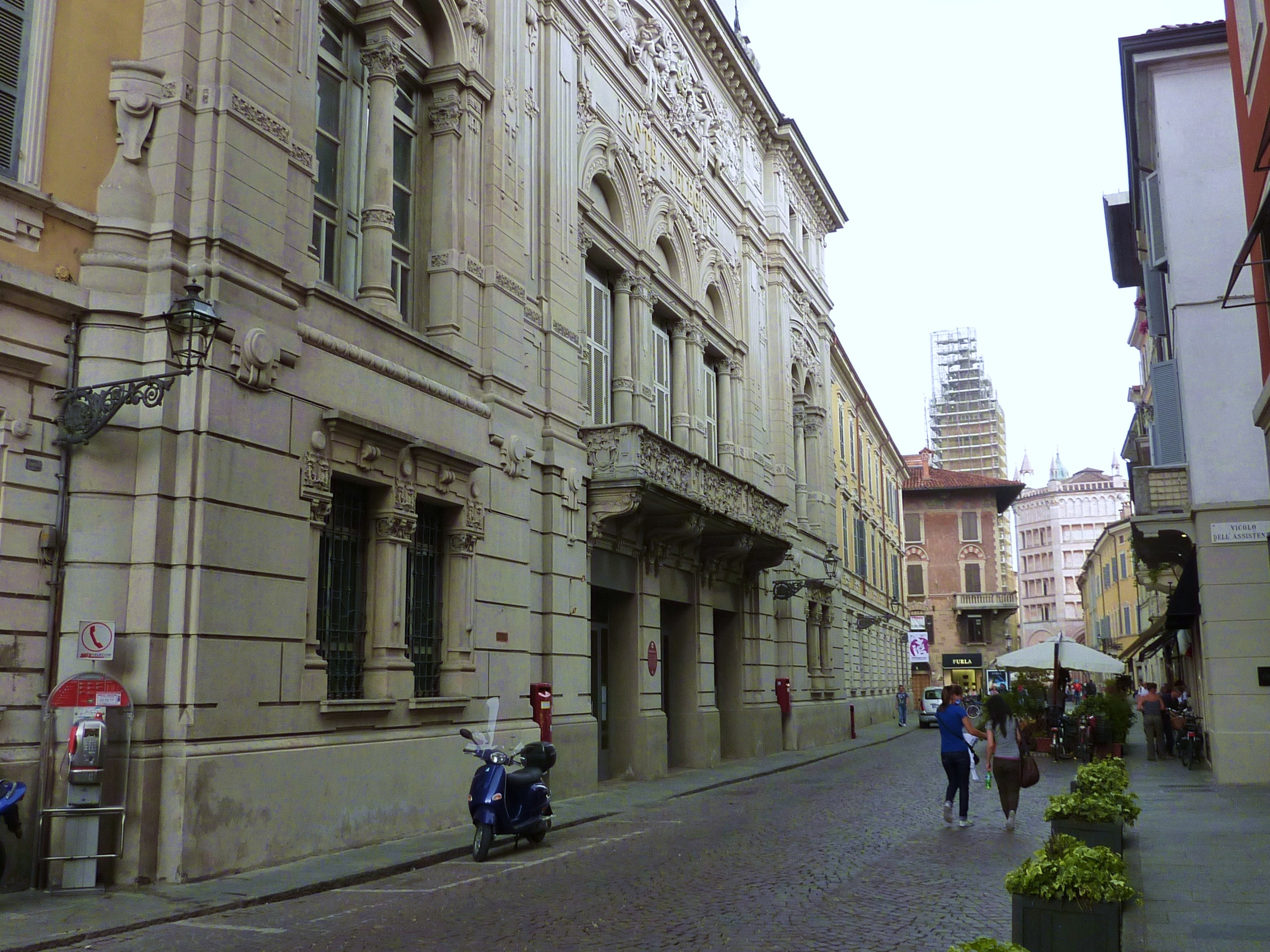
Il Palazzo di Riserva lungo via Pisacane, con le Poste Centrali di Parma.

Attorno al 1750 il palazzo ducale fu completamente ristrutturato col rifacimento degli interni e con una nuova facciata in stile Luigi XV. L'intervento non fu però risolutivo, in quanto il duca continuò ad abitare in una porzione dell'isolato retrostante la chiesa di San Pietro Martire (non più esistente) e antistante la nuova facciata, e la duchessa nel Palazzo di Riserva.
Nel 1766 il nuovo duca Ferdinando incaricò l'architetto Ennemond Petitot di progettare un grandioso palazzo reale, fronteggiato da una grande piazza, che avrebbe dovuto occupare l'area tra la Pilotta e l'attuale via Cavour. Il progetto prevedeva la demolizione del palazzo ducale, di alcune parti del complesso domenicano e del palazzo di Riserva. Quest'ultimo era stato rimodernato pochi anni prima, nel 1760, dall'architetto lionese Morand con la costruzione di un nuovo palcoscenico e il rialzo del piano della platea, ottenendo così una grandiosa sala da ballo. 

Nel 1763-64 una buona porzione del piano nobile prospiciente l'attuale via Garibaldi fu trasformata su progetto del Petitot in un elegante luogo di ritrovo per la nobiltà cittadina, detto Casino (o Ridotto) dei Nobili. 
Il Petitot progettò la facciata neoclassica che ancora oggi caratterizza il lato ovest del palazzo di Riserva, regolarizzò le ali dello stabile ad essa contigue e predispose le decorazioni degli interni, che tuttavia non vennero realizzate secondo il progetto originario. Per dar corso alla realizzazione del nuovo palazzo reale nel 1766 e 1767 vennero demolite alcune residenze ducali e private lungo strada San Barnaba (oggi via Garibaldi), la cappella dell'Inquisizione annessa alla chiesa di San Pietro, il settore ovest del Palazzo Ducale ripristinato sedici anni prima da Carlier, e il cavalcavia che lo univa al Palazzo di Riserva. In seguito i lavori si fermarono per problemi finanziari e il progetto venne abbandonato. 
Attorno al 1768 la corte ducale completò l'acquisizione dell'intero isolato. Il duca Ferdinando trasferì il proprio appartamento nei nuovi locali e fece approntare quello destinato a Maria Amalia d'Asburgo, che sposò nel 1769. A differenza del duca Ferdinando la duchessa Maria Luigia non stabilì la sua residenza nel Palazzo di Riserva, bensì in quello Ducale, che nel 1833, su progetto di Nicola Bettoli, assunse l'elegante aspetto neoclassico che si può vedere nell'acquerello di Giuseppe Alinovi esposto nella Sala Dorata del Museo Lombardi. 
Nel breve periodo in cui il Ducato di Parma fu governato da Carlo III di Borbone (1849-1854) il duca trasferì nel Palazzo di Riserva la propria residenza privata e il comando generale del suo esercito. In quegli anni la facciata nord (prospiciente l'attuale via Melloni) venne decorata con le finiture di gusto neobarocco che ancora oggi la caratterizzano.                                                La residenza di Carlo III è aperta al pubblico al sabato ed alla domenica a cura della Società Parmense di Lettura e Conversazione. 
Dopo l'Unità d'Italia, il Palazzo di Riserva e le altre residenze ducali passarono al Demanio regio. Molti dei sontuosi arredi di cui era dotato furono dispersi in altre sedi ufficiali del Regno d'Italia e i suoi locali destinati a diversi usi, sia pubblici che privati. Nel primo decennio del Novecento vi furono alcuni importanti interventi: l'abbattimento del cavalcavia ferdinandeo, che collegava il palazzo al monastero di San Paolo, l'allargamento dell'antico vicolo del Teatro (oggi via Pisacane), con il conseguente arretramento della facciata sud, e la demolizione dei collegamenti sopraelevati che mettevano in comunicazione il Palazzo di Riserva con un prospiciente edificio, a sua volta unito tramite cavalcavia all'ex corpo di guardia dei sovrani (oggi Palazzo della Provincia). 
Tra il 1906 e il 1908 fu costruita, nell'area un tempo occupata dal Teatro Ducale, la nuova sede centrale delle Poste e Telegrafi. Il teatro non era più in funzione dal 1829, quando fu abbandonato dopo la costruzione del Teatro Regio (chiamato al tempo di Maria Luigia "Nuovo Ducal Teatro") e in seguito demolito. 
Nel dopoguerra anche il Palazzo Ducale, gravemente danneggiato nel 1944 da un bombardamento aereo, venne demolito, lasciando al Palazzo di Riserva il ruolo di ultima preziosa memoria dell'antica dimora urbana della corte ducale.
Negli anni Cinquanta l'antiquario Glauco Lombardi iniziò a trasferire la collezione di oggetti d'arte e altri reperti storici del periodo napoleonico e di Maria Luigia, pazientemente raccolti nel corso degli anni, dai locali del Palazzo Ducale di Colorno alla nuova sede del Palazzo di Riserva. Il Museo Glauco Lombardi fu inaugurato nel 1961 dal Presidente della Repubblica Giovanni Gronchi. 
L'ala settentrionale del palazzo, dove si trovava la residenza del duca Ferdinando, ospita dal 1866 la Società Parmense di Lettura e Conversazione, istituzione culturale nata nel 1858 su iniziativa del conte Filippo Linati. Al suo interno il Salone di San Paolo, la cui decorazione fu eseguita nel 1837 probabilmente su progetto di Paolo Gazola e destinato dalla duchessa a salone da ballo, conserva ancora l'arredo neoclassico del tempo di Maria Luigia.

## Galleria d'immagini

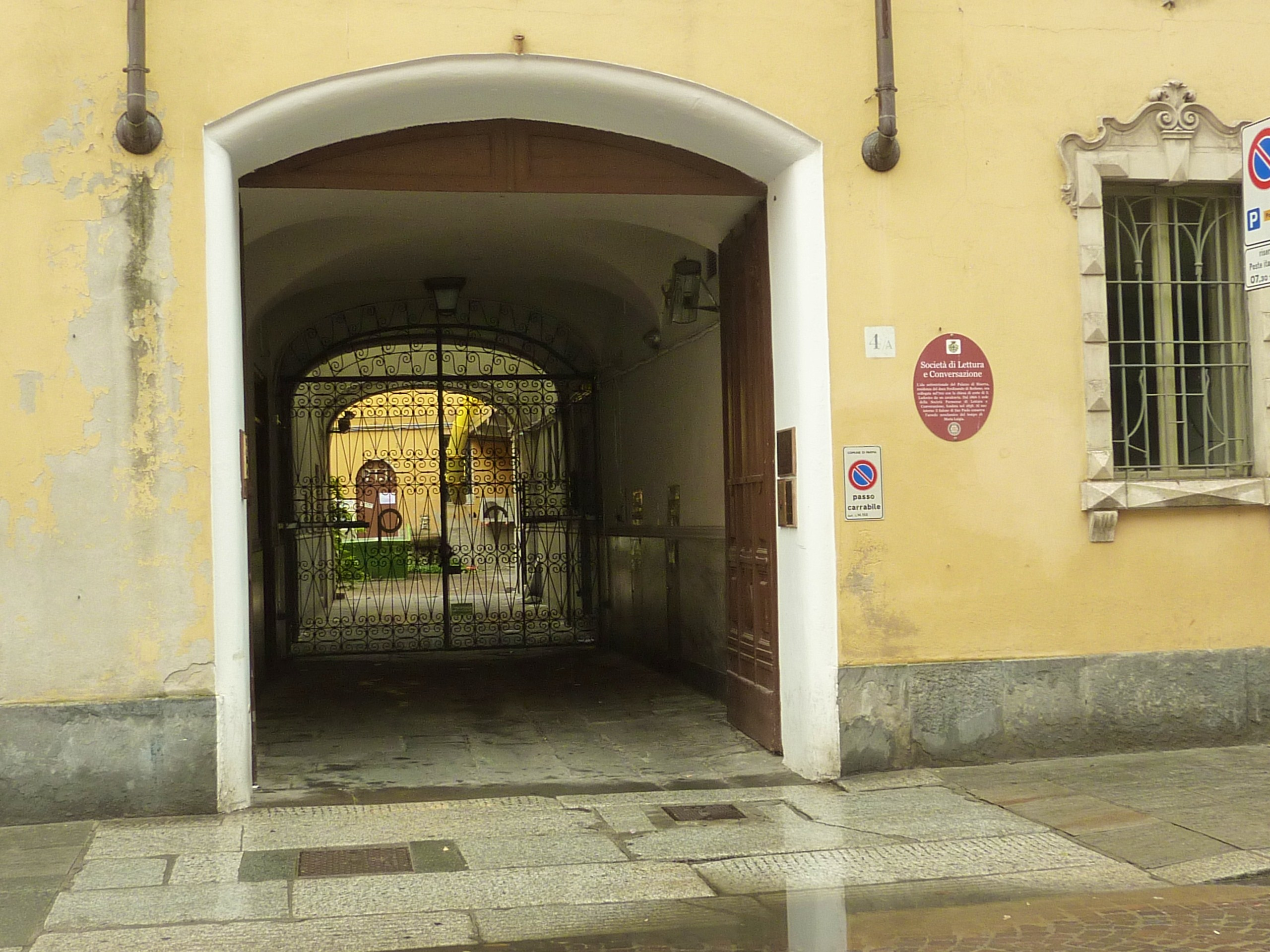
L'ingresso della Società Parmense di Lettura e Conversazione, in via Melloni
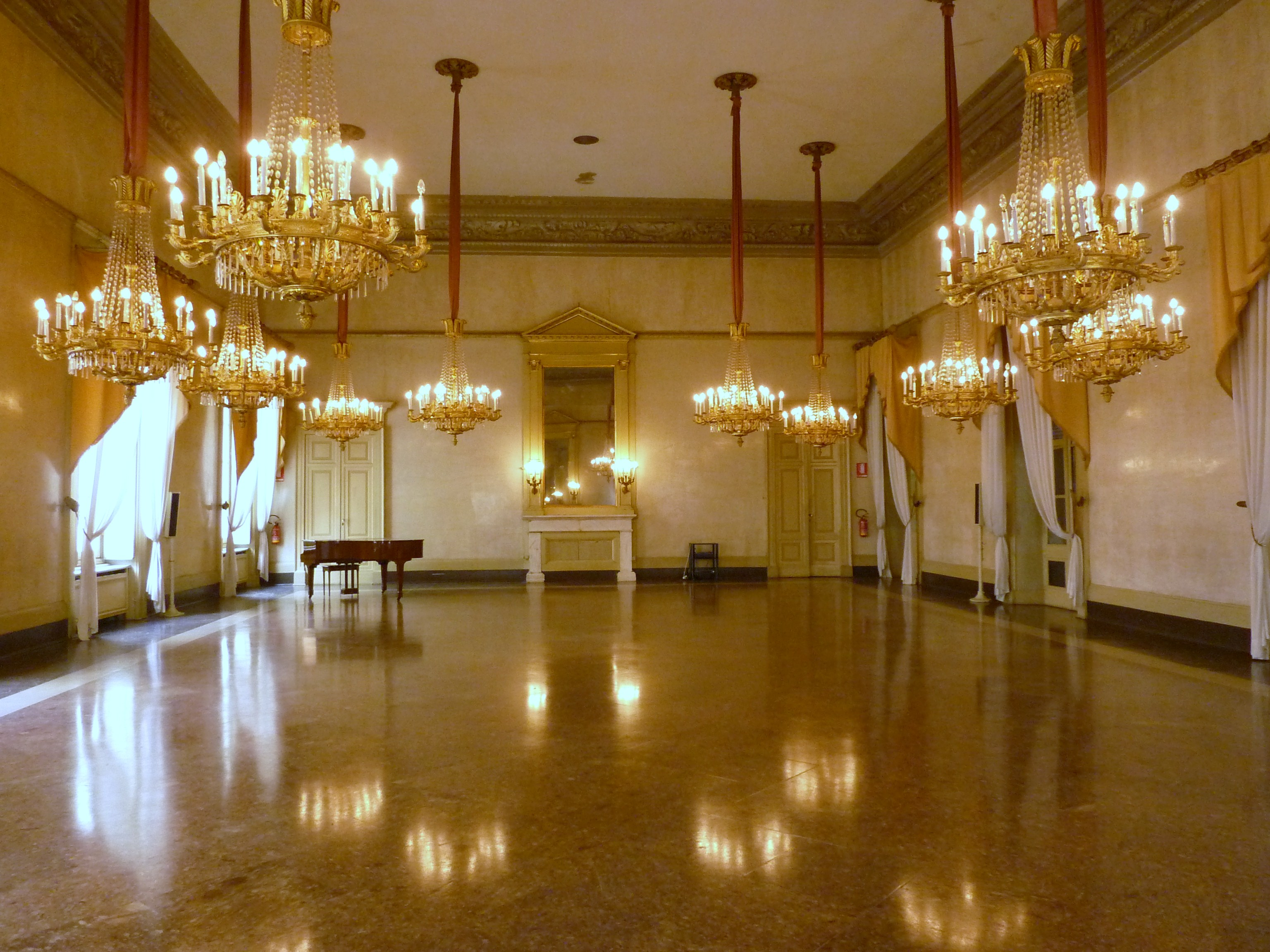
Il Salone di San Paolo all'interno della Società Parmense di Lettura e Conversazione onlus
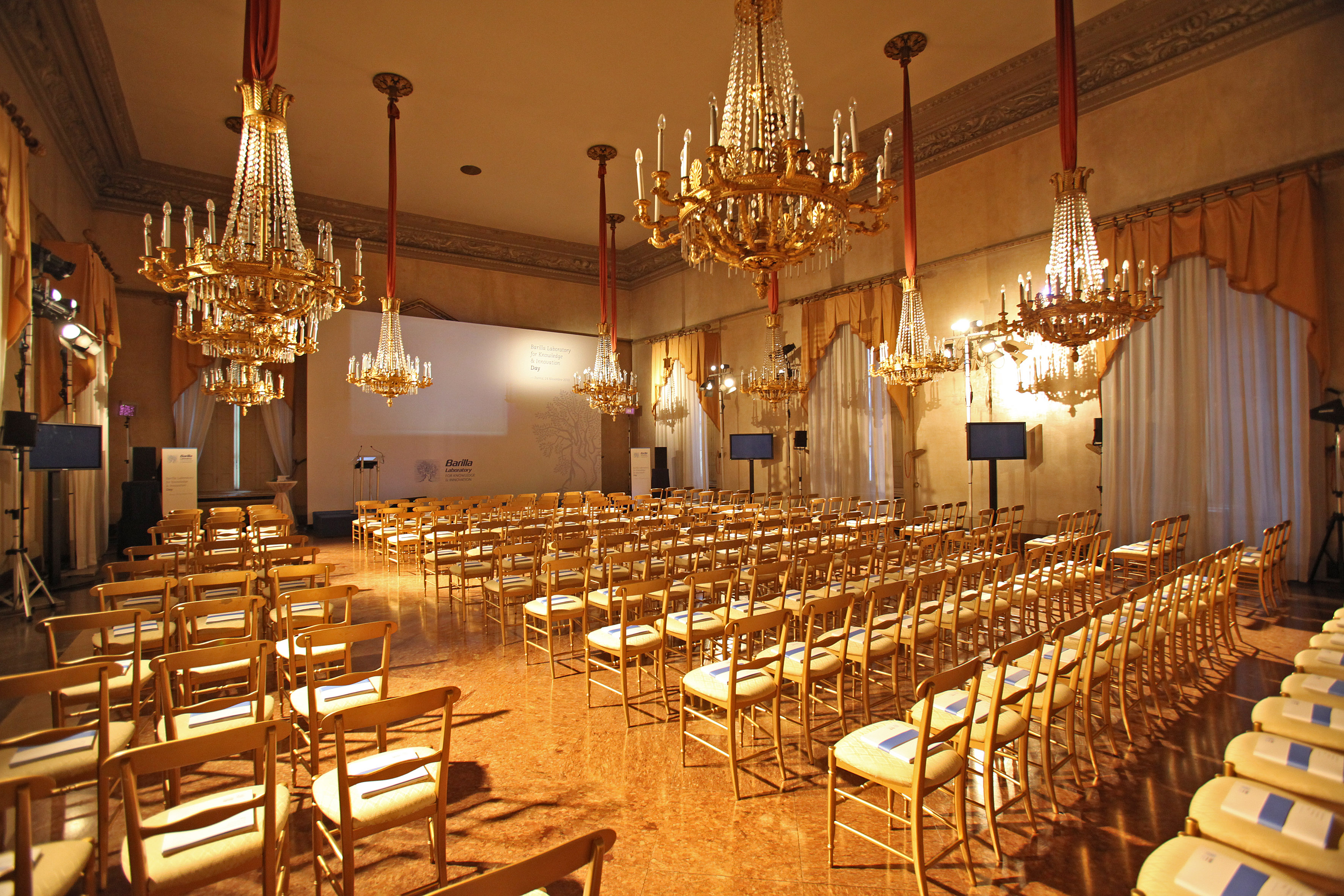
Salone allestito congresso